# Тельнов, Дмитрий Дмитриевич
Дмитрий Дмитриевич Тельнов (1907, село Хитровка, Дмитровский уезд, Орловская губерния, Российская империя — 13 сентября 1950, Сталино, Украинская ССР) — начальник участка шахты № 3 — 18 комбината «Сталинуголь» Министерства угольной промышленности западных районов СССР, Сталинская область, Украинская ССР. Герой Социалистического Труда (1948).

## Биография
Родился в 1890 году в шахтёрской семье в селе Хитровка Дмитровского уезда (сегодня — Орловская область). Получил начальное образование в церковно-приходской школе. С 12-летнего возраста батрачил у богатых односельчан и в соседнем селе Коровино. С 1907 года трудился разнорабочим на шахте Брянского рудника (с 1962 года — город Брянка Луганской области). С 1920 года — забойщик шахты № 3 — 18. В тридцатилетнем возрасте получил среднее образование. В 1924 году вступил в ВКП(б). В 1925 году избран председателем партийного комитета шахты.
После окончания в 1928 году курсов шахтоуправляющих в Сталино назначен начальником шахты № 3 −18, в последующие годы — начальник шахты № 30 в Рутченкове, заведующий шахты № 2/17 в Кадиевке, начальник участка шахты № 29. В 1939 году стал пенсионером, но продолжал трудиться. В годы Великой Отечественной войны трудился в эвакуации.
После освобождения Донбасса осенью 1943 года от оккупации возвратился в Сталинскую область. Восстанавливал разрушенные шахты, затем был назначен начальником участка № 1 шахты № 3 — 18 треста «Сталинуголь». В годы два первых года послевоенной Четвёртой пятилетки (1946—1950) коллектив участка под его руководством выдал на-гора сверх плана около 35 тысяч тонна угля.
Указом Президиума Верховного Совета СССР «О присвоении звания Героя Социалистического Труда работникам строительства предприятий угольной промышленности Украинской ССР» от 28 августа 1948 года удостоен звания Героя Социалистического Труда за «выдающиеся успехи в деле увеличения добычи угля, восстановления и строительства угольных шахт и внедрения передовых методов работы, обеспечивших значительный рост производительности труда» с вручением ордена Ленина и золотой медали «Серп и Молот».
К ноябрю 1949 года участок досрочно выполнил плановые задания пятилетнего плана. За выдающиеся трудовые достижения по итогам Четвёртой пятилетки награждён вторым Орденом Ленина.
Проживал в Сталино. Умер в сентябре 1950 года.

## Награды
- Герой Социалистического Труда
- Орден Ленина — дважды (1948; 28.10.1949)
- Медаль «За трудовое отличие» (17.02.1939)
- Медаль «За трудовую доблесть» (23.01.1947)